# Pseudolimnophila chrysopoda
Pseudolimnophila chrysopoda är en tvåvingeart som beskrevs av Alexander 1949. Pseudolimnophila chrysopoda ingår i släktet Pseudolimnophila och familjen småharkrankar.
Artens utbredningsområde är Zimbabwe. Inga underarter finns listade i Catalogue of Life.